# Вередія-де-Муреш (комуна)
Вередія-де-Муреш (рум. Vărădia de Mureș) — комуна у повіті Арад в Румунії. До складу комуни входять такі села (дані про населення за 2002 рік):
- Бая (140 осіб)
- Вередія-де-Муреш (721 особа) — адміністративний центр комуни
- Жуліца (467 осіб)
- Лупешть (340 осіб)
- Ніколає-Белческу (284 особи)
- Стежар (160 осіб)

Комуна розташована на відстані 354 км на північний захід від Бухареста, 67 км на схід від Арада, 139 км на південний захід від Клуж-Напоки, 76 км на схід від Тімішоари.

## Населення
За даними перепису населення 2002 року у комуні проживали 2112 осіб.
Національний склад населення комуни:
| Національність   | Кількість осіб | Відсоток |
| ---------------- | -------------- | -------- |
| румуни           | 2084           | 98,7%    |
| українці         | 14             | 0,7%     |
| угорці           | 10             | 0,5%     |
| цигани           | 2              | 0,1%     |
| росіяни-липовани | 1              | < 0,1%   |
| поляки           | 1              | < 0,1%   |

Рідною мовою назвали:
| Мова       | Кількість осіб | Відсоток |
| ---------- | -------------- | -------- |
| румунська  | 2092           | 99,1%    |
| українська | 11             | 0,5%     |
| угорська   | 7              | 0,3%     |
| циганська  | 1              | < 0,1%   |
| польська   | 1              | < 0,1%   |

Склад населення комуни за віросповіданням:
| Релігія        | Кількість осіб | Відсоток |
| -------------- | -------------- | -------- |
| православні    | 1912           | 90,5%    |
| п'ятдесятники  | 142            | 6,7%     |
| греко-католики | 33             | 1,6%     |
| баптисти       | 17             | 0,8%     |
| римо-католики  | 5              | 0,2%     |
| адвентисти     | 2              | 0,1%     |
| реформати      | 1              | < 0,1%   |